# Monumento (Messe)

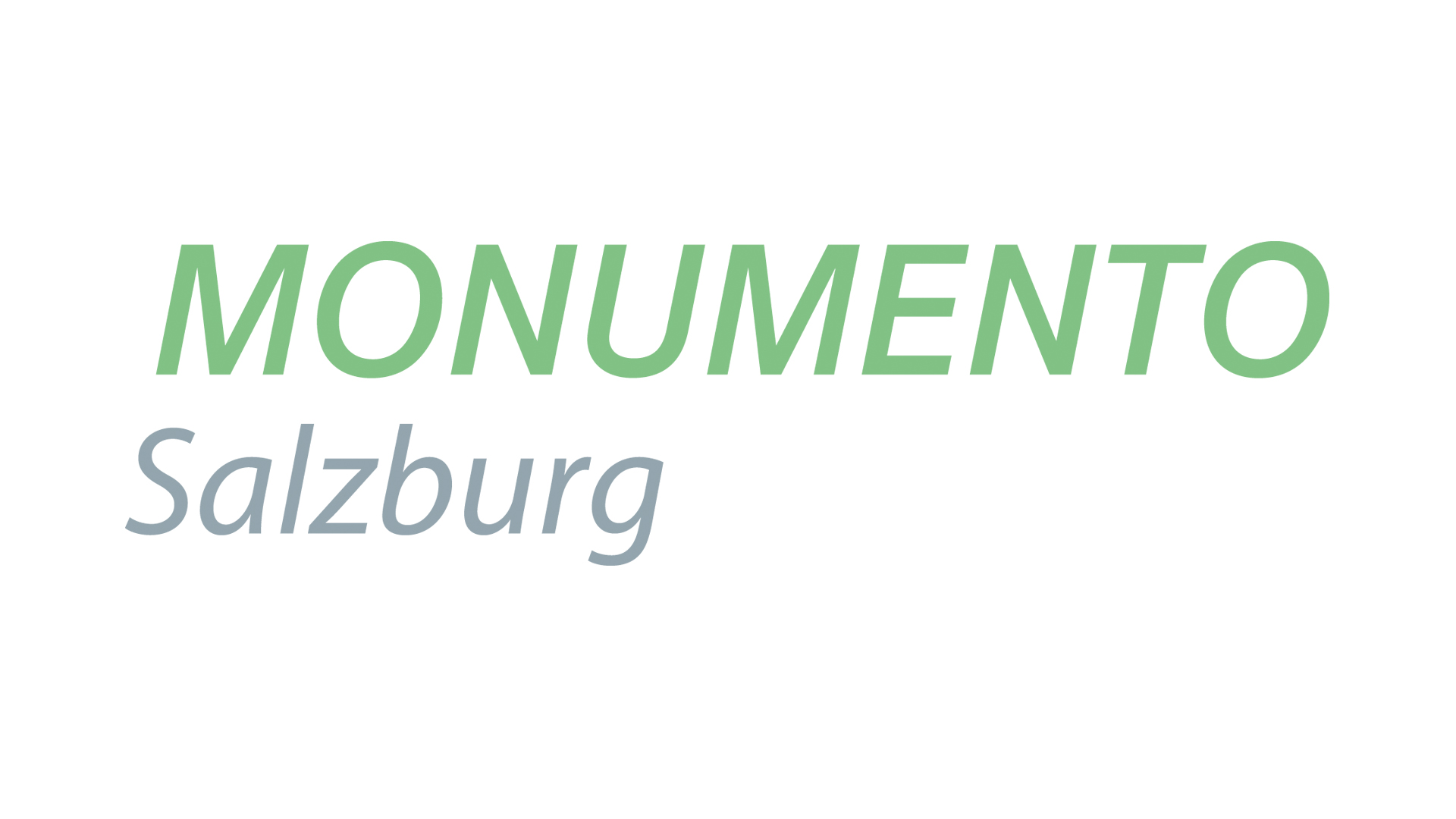
Logo

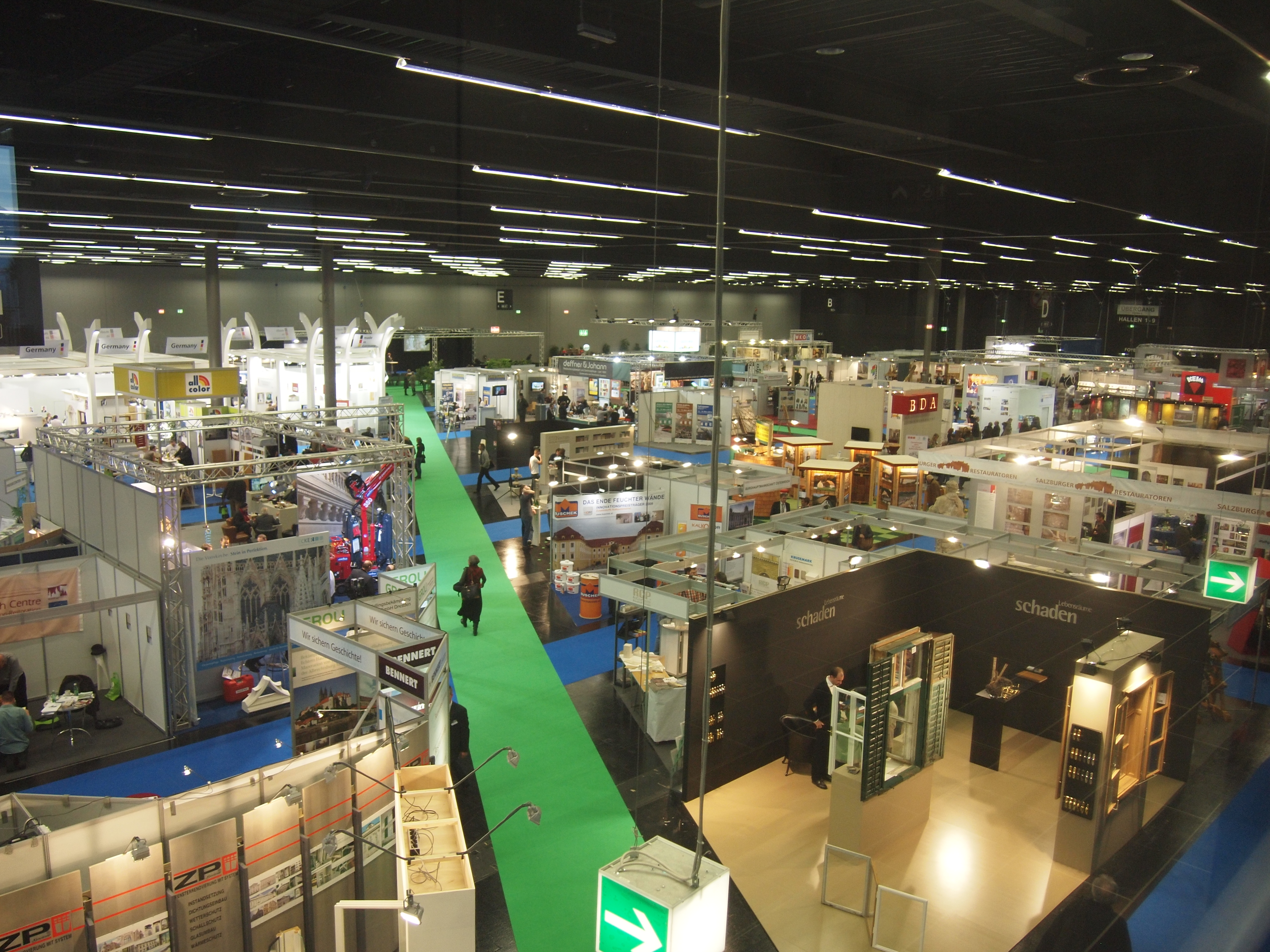
Monumento 2014, Messehalle

Die Monumento ist eine seit 2012 zweijährlich in Salzburg stattfindende Messe.
Die Fachmesse für Denkmalpflege wird im jährlichen Wechsel mit der Leipziger Fachmesse Denkmal veranstaltet und vereinigt unter ihrem Dach nationale und internationale Experten der Denkmalpflege und viele andere Interessenten. Dazu gehören Archäologen, Restauratoren, Architekten und Planer, Bauingenieure genauso wie Kunsthistoriker, Handwerker, Kommunalpolitiker, Baustoffhersteller, Bauherren, Investoren und Eigentümer historischer Gebäude, Kunst- und Kulturliebhaber.
Die Monumento berücksichtigt die vielfältig miteinander verknüpften Themen Denkmalschutz und -pflege ebenso wie die hiervon untrennbaren Bereiche Restaurierung und Konservierung. Begleitet wird die Messe von einem Veranstaltungsprogramm mit Vorträgen und teils nichtöffentlichen Kongressen.
Die 2. Monumento fand vom 16. bis 18. Januar 2014 mit dem Schwerpunktthema „Stein“ statt. Vertreten waren knapp 200 Aussteller aus acht Ländern. Bei der dritten Auflage der Monumento waren vom 28. bis 30. Januar 2016 174 Aussteller aus acht Ländern vor Ort. Zum Europäischen Kulturerbejahr 2018 nutzten 177 Aussteller die internationale Plattform zum Präsentieren und Netzwerken. Rund 3.000 Besucher kamen vom 11. bis zum 13. Januar in das Messezentrum Salzburg.

## Denkmalschutz und Wikipedia auf der 2. Monumento
2014 fand auf der Messe, unter der Schirmherrschaft des österreichischen Bundesdenkmalamt (BDA), ein internationales Fachgespräch mit Wikipedianern aus Österreich, Deutschland, Tschechien und der Slowakei sowie Vertretern von Denkmalschutzbehörden aus Österreich, Bayern, Südtirol und Tschechien statt. Thematisiert wurden unter anderem formelle wie informelle Kooperationen zwischen Wikipedia und Fachbehörden verschiedener europäischer Länder.